# Stade Roland Garros
Le Stade de Roland Garros (även Stade Roland-Garros) är en tennisarena som ligger i Paris, Frankrike. Den är värd för tennisturneringen Franska öppna (känd som Roland Garros-turneringen i Frankrike), en Grand Slam-turnering som spelas årligen i maj och juni.
Anläggningen byggdes 1928 och är namngiven efter Roland Garros, en fransk flygpionjär (den förste som flög över Medelhavet). Den är belägen i västra Paris, strax söder om Bois de Boulogne.

## Antal banor
Tennisanläggningen är sedan 2021 centrerad kring tre större arenaanläggningar och 15 mindre. Dessa är:
- Court Philippe-Chatrier (CPC, 15 166[3] platser) byggd 1928 och namngiven efter Philippe Chatrier.
- Court Suzanne-Lenglen (CSZ, 10 068[3] platser), byggd 1994 och namngiven efter Suzanne Lenglen.
- Court Simonne-Matthieu (CSM, 5 000[4] platser), byggd 2019 som ersättare för den rivna Court n°1 (C1, "Bana 1", byggd 1980 med 3 515 platser[3]).
- Banorna 2, 3, 4 och 5 i öster runt Place des Mousquetaires (namngivet efter de "fyra musketörerna").
- Banorna 6, 7, 8, 9, 10 och 11 mellan CPC och CSZ.
- Banorna 12, 13, 14, 17, 18 väster om CSZ (bana 15 och 16 används inte för tävlingar under Franska öppna utan nyttjas endast av tennisklubben).

Alla tävlingsbanor har grus som spelunderlag. Dessutom finns två banor längst i väster med hardcourt.

## Utbyggnad
Under 2010-talet var anläggningen föremål för en omfattande utbyggnad. Tennisanläggningen, som fått nöja sig med cirka halva ytan av motsvarande spelplatser vid övriga Gram Slam-turneringar, har länge sökt expandera. Vid sitt läge mellan bostadsbebyggelse, motorvägar och en av Paris största kommunikationspunkter (Porte d'Auteuil) var alternativen varit många.
Efter politiska stridigheter (där miljöintressen och kulturminnesvård stått mot idrotts-, affärsintressen och turism) i Paris riskerade delar av den botaniska trädgården Jardin des serres d'Auteuil att få maka på sig. Bland annat planerades bygge av en ny "bana 1" på ytor som tidigare användes som växthus för trädgården. De stora striderna om nyttjande av ytan hade dock 2015 ännu inte upphört, och vissa ansåg då att utgången av det hela kunde komma att påverka Paris ansökan till och eventuella förberedelser inför olympiska sommarspelen 2024.
2019 revs dock Court n°1, för att ge plats åt en kraftigt utökad yta för torget Place des Mousquetaires direkt öster om Court Philippe-Chatrier. Motsvarande publikkapacitet gavs i samma veva åt den nya arenan Court Simonne-Mathieu, byggd på ytan tillhörande den botaniska trädgården och nära Boulevard Périphérique öster om anläggningen. Court Simonne-Mathieu invigdes i samband med 2019 års turnering.
2022 offentliggjordes ytterligare utbyggnadsplaner. Det gällde en möjlig framtida fjärde "centrecourt", denna gång byggd norr om den angränsande A13-motorvägen om placerad i den sydligaste delen av Bois de Boulogne.